# Dinetus grandiflorus
Dinetus grandiflorus là một loài thực vật có hoa trong họ Bìm bìm. Loài này được (Wall.) Staples mô tả khoa học đầu tiên năm 1993.